# Plega yucatanae
Plega yucatanae là một loài côn trùng trong họ Mantispidae thuộc bộ Neuroptera. Loài này được Parker & Stange miêu tả năm 1965.